# Triamteren
Triamteren je kao i amilorid derivat pteridina. 

## Djelovanje
Djelovanje mu je isto kao i kod amilorida - blokira Na+/K+ prijenosnik iona na unutrašnjoj površini nefrona. Time dolazi do povećanog izlučivanja natrija i smanjenog izlučivanja kalija. Diuretsko djelovanje traje 10 sati, a dnevna doza iznosi 50 mg. Najjači se diuretski učinak postiže tijekom 2 do 4 sata nakon primjene jedne doze, a tijekom jednog do nekoliko dana nakon višekratnog doziranja. 

## Primjena
Dolazi u obliku kombinacija s hidroklorotiazidom. Takva kombinacija je vrlo povoljna jer se ta dva diuretika nadopunjuju u svojem djelovanju - triamteren briše negativno djelovanje hidroklorotiazida na koncentraciju kalija u krvi. Ova kombinacija primjenjuje se u slučajevima hipertenzije, edema srčanoga porijekla, ciroze jetre s ascitesom (izljev tekućine u trbušnoj šupljini) i edema. 

## Nuspojave
Kao i kod amilorida triamteren ne smiju uzimati osobe kod kojih je u krvi prisutna prevelika razina kalija. Od nuspojava mogu se javiti probavne smetnje.